# Antena KVLY-TV

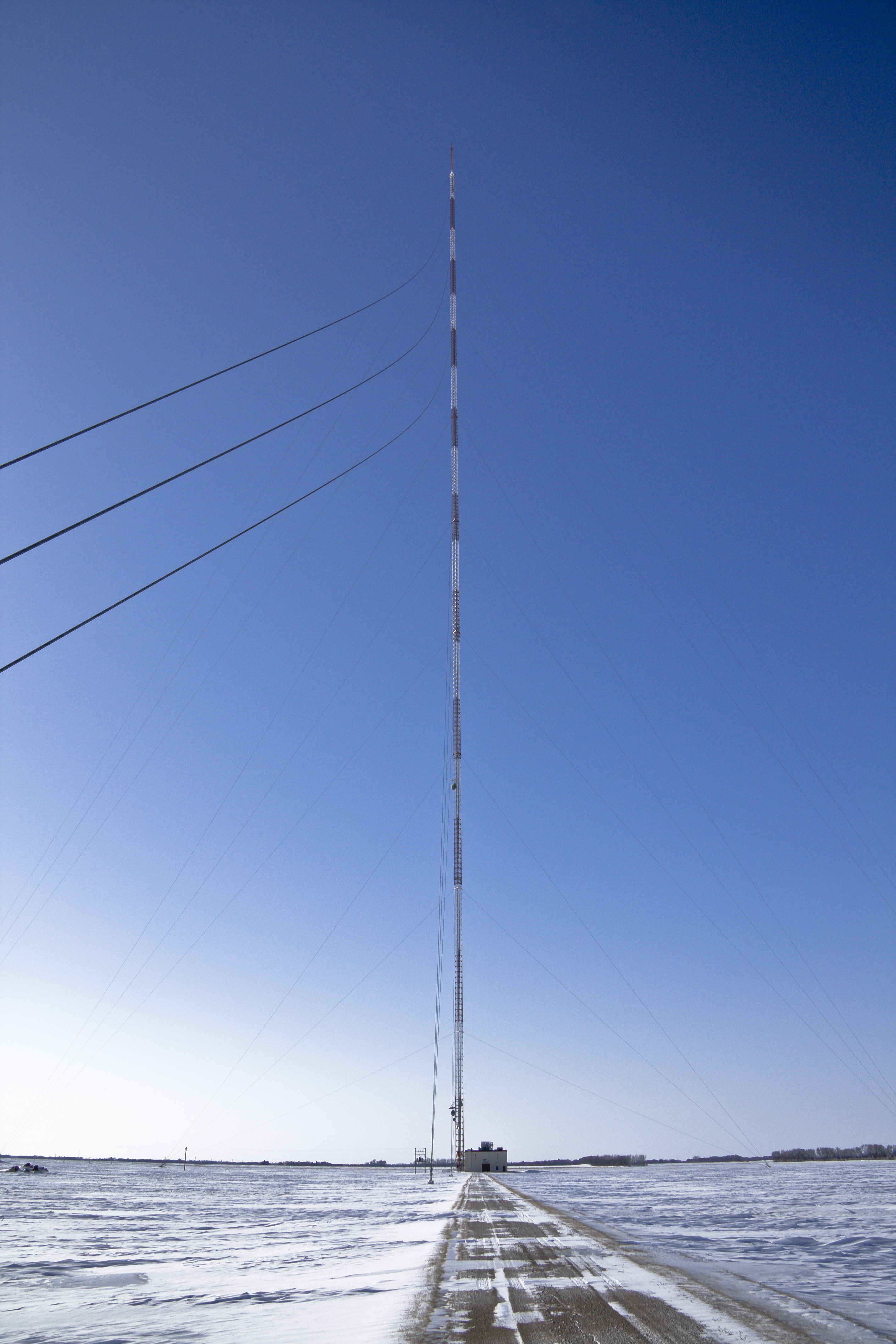
La torre KVLY-TV.

La torre KVLY al municipio de Blanchard a l'estat Dakota del Nord als Estats Units. És una torre que serveix com emissor de televisió de la cadena NBC i l'estació de ràdio del Canal 11 de la ciutat de Fargo. Amb 628,8 metres d'alçada, és avui dia la segona estructura més alta del món i la primera suportada per cables.
Quan va ser acabada el 13 d'agost de 1963, va ser aclamada com l'estructura artificial més alta del món. El 1974, la torre KVLY-TV va ser superada per la Torre de ràdio de Varsòvia, a Polònia. Però el 8 d'agost de 1991 la torre de Varsòvia es va esfondrar i la KVLY-TV i va recuperar el primer lloc. La KVLY-TV té una torre bessona, la KXJB-TV, que és un metre més baixa. El 21 de setembre de 2004 es va iniciar la construcció del que és el gratacel més alt del món (el Burj Dubai) a Dubai, Unió dels Emirats Àrabs. El 26 de març de 2008 l'estructura de l'edifici de Dubai va arribar els 630 metres d'altura, arrabassant en aquest moment a l'antena KVLY-TV el títol d'estructura més alta del món.